# Chloridolum lameyi
Chloridolum lameyi är en skalbaggsart som först beskrevs av Maurice Pic 1925.  Chloridolum lameyi ingår i släktet Chloridolum och familjen långhorningar. Inga underarter finns listade i Catalogue of Life.